# Eysenhardtia adenostylis
Eysenhardtia adenostylis är en ärtväxtart som beskrevs av Henri Ernest Baillon. Eysenhardtia adenostylis ingår i släktet Eysenhardtia och familjen ärtväxter. Inga underarter finns listade i Catalogue of Life.